# لیوبان کرپولیا
لیوبان کرپولیا (انگلیسی: Ljuban Crepulja؛ زادهٔ ۲ سپتامبر ۱۹۹۳) بازیکن فوتبال اهل کرواسی است که در حال حاضر برای باشگاه فوتبال اسلاون بلوپو بازی می‌کند. 
از باشگاه‌هایی که در آن بازی کرده است می‌توان به باشگاه فوتبال سارایوو، باشگاه فوتبال مشلان، باشگاه فوتبال شاختیور سالیهورسک، باشگاه فوتبال ولونتر، باشگاه فوتبال راپید بخارست، باشگاه فوتبال اسلاون بلوپو، باشگاه فوتبال سجستا، باشگاه فوتبال خرواتسکی دراگوولیاتس و باشگاه فوتبال آسترا جورجو اشاره کرد.
وی همچنین در تیم ملی فوتبال زیر ۲۱ سال کرواسی بازی کرده است.